# Phương Mỹ Chi
Phương Mỹ Chi (sinh ngày 13 tháng 1 năm 2003) là một nữ ca sĩ, nhạc sĩ kiêm diễn viên người Việt Nam. Khởi nghiệp từ năm 2013, cô bắt đầu nổi danh từ khi tham gia và đạt giải á quân của mùa đầu tiên trong chương trình Giọng hát Việt nhí.
Năm 2023, sau khi thành công với các bài hát dân ca Nam Bộ Việt Nam, Chi cho ra mắt album phòng thu thứ tư và cũng là album nhạc pop đầu tiên trong sự nghiệp, Vũ trụ cò bay, bao gồm các bài hát do chính cô sáng tác. Album đã đạt được thành công lớn về mặt thương mại, được công chúng và các nhà phê bình âm nhạc đánh giá cao, qua đó đánh dấu một chương mới trong sự nghiệp của cô.

## Thiếu thời
Phương Mỹ Chi sinh ngày 13 tháng 1 năm 2003 trong một gia đình gồm cha mẹ và người chị cả và đang sinh sống, làm việc tại Thành phố Hồ Chí Minh. Chi từng theo học tại Trường Tiểu học Tuy Lý Vương, Quận 8. Trong thời gian tham dự chương trình Giọng hát Việt nhí vào năm 2013, Mỹ Chi đã nhận được học bổng toàn phần lớp từ lớp 5 đến lớp 9 của trường Tiểu học và Trung học Tây Úc và đã chuyển về đây học tập. Cô từng đại diện các học sinh khối 5 trường Tây Úc đi thi "Vở sạch, chữ đẹp" vòng cấp quận. Trường Tây Úc từng tham gia chương trình Chung sức do Đài Truyền hình Thành phố Hồ Chí Minh tổ chức, Phương Mỹ Chi là đội trưởng cùng 3 bạn khác đại điện trường cấp tiểu học, kết quả cuối cùng đội của Mỹ Chi đã chiến thắng.
Phương Mỹ Chi đạt được thành tích học tập tốt với 12 năm học loại giỏi và tốt nghiệp cấp 3 vào năm 2021 với số điểm xét tốt nghiệp 8.16/10. Phương Mỹ Chi đang theo học ngành Truyền thông đa phương tiện, chuyên ngành Truyền thông và Quan hệ công chúng của Trường Đại học Swinburne Việt Nam từ tháng 8 năm 2023.
Từ nhỏ, Phương Mỹ Chi đã có ước mơ và đam mê ca hát. Mỹ Chi có cô út là Phương Quế Như (vốn là một ca sĩ hát nhạc dân ca rất hay) dạy hát lần đầu tiên. Cô Phương Quế Như lần đầu phát hiện khả năng ca hát của Mỹ Chi là lúc tình cờ nghe Chi hát bài "Chim trắng mồ côi" khi mới 6 tuổi, và sau đó cô đã bắt đầu dạy Chi hát. Khoảng 2010, Mỹ Chi đã cùng với người nhà của mình thu âm hai đĩa nhạc thể loại dân ca Nam Bộ với tổng cộng hơn 30 bài hát. Trong số các ca khúc Mỹ Chi thu âm được thì bài "Em đi trên cỏ non", "Nhớ mẹ lý mồ côi", "Nỗi buồn mẹ tôi" được đưa lên mạng.

## Sự nghiệp

### 2013: Nổi danh từGiọng hát Việt nhí
Chi tham gia một chương trình truyền hình thực tế Giọng hát Việt nhí là do chị hai của em gợi ý. Lúc đầu, mẹ Mỹ Chi từ chối vì sợ bỏ học nhưng hai chị em cố gắng thuyết phục và được mẹ chấp thuận. Mỹ Chi đã gây ấn tượng với ban giám khảo cuộc thi bằng những ca khúc dân ca Nam Bộ như ca khúc "Quê em mùa nước lũ", "Lòng mẹ", "Áo mới cà mau". Mỹ Chi là thí sinh được nhiều dự đoán sẽ giành được giải ngôi vị quán quân. Ngày 7 tháng 9 năm 2013, Mỹ Chi đã trở thành á quân của cuộc thi khi nhận được ít hơn thí sinh về đầu là Quang Anh (Rhyder) với khoảng 1,9% tổng số tin nhắn bình chọn. Với kết quả này, Mỹ Chi đã nhận được giải thưởng 50 triệu VNĐ, cô cho biết sẽ dùng số tiền này để xây nhà cho mẹ mình. Tại đêm diễn chia tay khán giả cuộc thi Giọng hát Việt nhí ở phòng trà We (Thành phố Hồ Chí Minh); Mỹ Chi cho biết sẽ tập trung vào việc học hành và ít tham gia vào hoạt động ca hát dù đã có nhiều lời mời.
—Trấn Thành
—Hương Lan
—Cẩm Ly
Ngày 9 tháng 9 năm 2013, Don Nguyễn cho biết trên trang Facebook cá nhân của mình Phương Mỹ Chi sẽ đóng một phim hài Tết Nguyên Đán 2014 có tên Hai Lúa cùng với anh và nhiều diễn viên nổi tiếng khác. Phương Mỹ Chi vào vai bé Mỹ Mỹ trong phim và ngoài ra thể hiện ca khúc của phim là "Câu hò điệu lý còn đây".
Tối ngày 14 tháng 9 năm 2013, Phương Mỹ Chi đến Hà Nội hát trong chương trình giao lưu nghệ thuật gây quỹ hỗ trợ bệnh nhi ung thư với chủ đề "Ngày mai tươi sáng" do Bộ Y tế và VTV tổ chức. Nhân dịp Tết Trung thu 2013 vào tối ngày 18 tháng 9, Phương Mỹ Chi đã tái ngộ khán giả Hà Nội với chương trình Ông trăng ơi, xuống đây chơi diễn ra tại Nhà hát Lớn Hà Nội. Sáng chủ nhật ngày 29 tháng 9 năm 2013, Phương Mỹ Chi đã tham gia và hát cùng MC Trấn Thành trong buổi họp người hâm mộ của anh do Zalo tổ chức tại phòng trà Nam Quang. Phương Mỹ Chi cũng tham gia trong liveshow của Quang Lê với chương trình Hát trên quê hương 2 diễn ra lúc 20 giờ ngày 4 tháng 10 tại sân khấu Lan Anh. Tối ngày 20 tháng 10, Phương Mỹ Chi hát trong đêm chung kết Siêu mẫu Việt Nam 2013 với vai trò là khách mời.
Ngày 14 tháng 10, ca sĩ Quang Lê công bố thông tin gia đình Phương Mỹ Chi đồng ý ký hợp đồng độc quyền hai năm với công ty của anh. Quang Lê còn nhận Mỹ Chi làm con nuôi, tình nguyện giúp đỡ, dìu dắt cô bé trong sự nghiệp. Từ ngày 10 tháng 10, công ty của Quang Lê tại Việt Nam và Mỹ sẽ độc quyền về quyền khai thác hoạt động nghệ thuật của Mỹ Chi, và cũng đã thuê thầy dạy thanh nhạc riêng cho Mỹ Chi, giúp cô bé hoàn thiện khả năng ca hát mà vẫn không bỏ lỡ các buổi học tại trường; và đồng thời sẽ thu âm album đầu tay của Phương Mỹ Chi tại Mỹ.
Ngày 2 tháng 3 năm 2014, Phương Mỹ Chi đã tham gia chương trình Bài hát yêu thích tại liveshow tháng 3 với ca khúc Quê em mùa nước lũ. Sau đó bài hát này đã đứng vị trí quán quân 5 tháng, với 24 tuần đứng đầu bảng xếp hạng, và sau đó đã đoạt giải Bài hát yêu thích của năm 2014.
Ngày 14 tháng 11 năm 2014, Quang Lê làm liveshow chung với Phương Mỹ Chi mang tên Hát trên quê hương 3 tại nhà hát Hòa Bình, được cho là liveshow lớn đầu tiên của Phương Mỹ Chi. Ngoài những khách mời của Quang Lê, Mỹ Chi cũng có những khách mời của mình là những người thần thiết với em kể tự cuộc thi giọng hát việt nhí 2013 như Trấn Thành, Phi Nhung, Nguyễn Phương Duyên, Bùi Quang Nhật, Huyền Trân, Thu Hiền / Tuyết Nhung.

### 2014–2016:Quê em mùa nước lũvàGương mặt thân quen nhí
Chương trình Ai thông minh hơn học sinh lớp 5 của Đài truyền hình Việt Nam đã mời Phương Mỹ Chi tham gia với vai trò đồng hành cùng cùng người chơi trong 4 số của chương trình. Phương Mỹ Chi tiếp tục trở thành giám khảo khách mời trong tập 2 (có chủ đề thiếu nhi) của chương trình Cùng nhau tỏa sáng.
Ngày 15 tháng 6 năm 2014, sau nhiều lần trì hoãn, album phòng thu đầu tay của Phương Mỹ Chi mang tên Quê em mùa nước lũ cũng chính thức ra mắt. Album được đầu tư từ Quang Lê, với chi phí khoảng 500 triệu đồng. Album gồm 10 bài hát, trong đó, có 2 bài đã được trình diễn (trích đoạn) ở Giọng hát Việt nhí là "Quê em mùa nước lũ" và "Đất phương nam". Ngoài 3 bài hát là "Chị đi tìm em", "Hành trình trên đất phù sa" và "Về dưới mái nhà" là các ca khúc mới hoàn toàn, các ca khúc còn lại đều đã được hoặc là bản thu âm từ trước hoặc là trình diễn trên sân khấu ca nhạc, đặc biệt là bài "Câu hò điệu lý còn đây" chính là nhạc phim phim Hai Lúa cũng góp mặt trong album lần này.
Phương Mỹ Chi xác nhận tham gia Gương mặt thân quen nhí mùa 2 năm 2015. Cô đã bắt cặp cùng ca sĩ Nam Cường trong 12 tuần thi của chương trình. Ngày 1 tháng 6 năm 2016, Phương Mỹ Chi tham gia chương trình Ngạc nhiên chưa với chủ đề nhân Ngày Quốc tế thiếu nhi.

### 2017–2020:Thương về miền TrungvàBát nhã thuyền
Phương Mỹ Chi cho ra mắt lần lượt các video âm nhạc "Chờ người", "Mây chiều", "Nhật ký cho ba", "Gánh chè đêm của mẹ". Cũng trong năm 2017, album phòng thu thứ hai mang tên Thương về miền Trung được phát hành. Ngày 10 tháng 9 năm 2019, Phương Mỹ Chi phát hành đĩa mở rộng 16 xuân trăng để đánh dấu 16 tuổi của mình. EP này Phương Mỹ Chi tự sản xuất cùng với sự kết hợp của nữ ca sĩ Thùy Trang. EP được phát hành trên kênh YouTube của Phương Mỹ Chi lúc 20 giờ 30 ngày 10 tháng 9 năm 2019.
Ngày 17 tháng 3 năm 2019, Phương Mỹ Chi cho ra mắt phát hành video âm nhạc "Liên khúc 3 miền phiên bản 2019" cùng Quang Nhật và Phương Duyên. Video tái hiện lại phần thi Giọng hát Việt nhí 2013 vòng đối đầu sau 6 năm, với phần trình diễn đổi mới hơn. 11 giờ 30 phút ngày 23 tháng 4, cả ba tiếp tục phát hành video âm nhạc "Mùa hạ thoáng qua" về chủ đề tuổi học trò, video là bản mashup giữa hai bài hát "Tình thơ" và "Phượng hồng".
Ngày 28 tháng 4 năm 2019, Phương Mỹ Chi tổ chức buổi minishow có tên Đất phương Nam tại phòng trà We. Đây là minishow thứ 2 trong sự nghiệp ca hát của Phương Mỹ Chi sau 2 năm kể từ khi minishow 1 cũng được tổ chức tại phòng trà We vào ngày 4 tháng 11 năm 2017. Cùng năm, cô xác nhận trở thành giám khảo khách mời của Giọng hát Việt nhí 2019. Năm 2020, Phương Mỹ Chi trở thành người dẫn chương trình cho chương trình truyền hình thực tế Thiếu niên nói cùng với nữ ca sĩ Gil Lê.
Đầu năm 2020, Phương Mỹ Chi cho ra mắt video âm nhạc "Đường về quê" với giai điệu vui tươi pha trộn âm hưởng dân gian thế mạnh của mình. Ngày 1 tháng 5 năm 2020, Phương Mỹ Chi phát hành album phòng thu thứ ba mang tên Bát nhã thuyền, đây là album mà Mỹ Chi muốn dành những ca khúc gửi tới bà ngoại của mình, cũng như gửi gắm tiếng hát của mình trong mùa lễ Vu Lan.

### 2021–2022:Bolero lâu phaivàChi?
Phương Mỹ Chi phát hành đĩa mở rộng Bolero lâu phai, EP bao gồm 4 bài hát bolero kinh điển được phối lại hoàn toàn mới theo phong cách lo-fi, được phát hành từ ngày 27 tháng 11 năm 2021 cho đến ngày 18 tháng 12 năm 2021.
Năm 2021, trong chương trình Thần tượng đối thần tượng, thí sinh Erik đã cùng khách mời Phương Mỹ Chi thể hiện thành công ca khúc "Nam quốc sơn hà". Bài hát do DTAP, Hành Or và RTee sáng tác dựa trên bài thơ Nam quốc sơn hà, thể hiện truyền thống chống ngoại xâm và liên hệ đến việc chống dịch COVID-19. Phần trình diễn đã nhận được lượng lượt xem lớn trên YouTube và TikTok. Ngày 10 tháng 1 năm 2022, Phương Mỹ Chi ra mắt ca khúc "Còn thở là còn gỡ" kết hợp cùng Erik, Rtee và DTAP. Đây là sản phẩm âm nhạc nhạc pop với giai điệu và âm hưởng tươi vui, khác với những gì Phương Mỹ Chi từng thể hiện. Đây cũng chính là món quà cô dành tặng khán giả vào mùa xuân 2022.
Ngày 1 tháng 3 năm 2022, Phương Mỹ Chi chính thức trở thành Đại sứ hình ảnh của Lễ hội Áo dài Thành phố Hồ Chí Minh lần thứ 8. Phương Mỹ Chi được nhận xét ngày càng ra dáng thiếu nữ, thuần khiết, trưởng thành trong cách diện trang phục áo dài. Với vai trò này, Phương Mỹ Chi góp giọng trên sân khấu của buổi khai mạc chính thức bằng ca khúc dân ca mang đậm tính dân tộc "Lý cái mơn" vào tối ngày 5 tháng 3 năm 2022.
Phương Mỹ Chi xuất hiện và chiến thắng trên chương trình Ơn giời cậu đây rồi! mùa 8 vào ngày 6 tháng 6 năm 2022. Ngày 5  tháng 6 năm 2022, Phương Mỹ Chi nhận lời Nam Thư tham gia đóng sitcom Tiệm hoa dì ghẻ. Phương Mỹ Chi tiếp tục trở thành giám khảo của Bài hát hay nhất 2022. Năm 2023, Phương Mỹ Chi làm người dẫn chương trình Thiếu niên toàn năng.
Ngày 23 tháng 10 năm 2022, Phương Mỹ Chi thông báo phát hành 5 video âm nhạc nằm trong đĩa mở rộng Chi?. EP bao gồm các bài hát "Mùa thu cho em", "Dư âm", "Nắng chiều", "Hoa dại" và "Hẹn em kiếp sau", ra mắt lần lượt vào các ngày 26 tháng 10, 2 tháng 11, 9 tháng 11, 16 tháng 11 và 23 tháng 11. Các bài hát hợp tác cùng DTAP, được phối với các bản phối mới hơn. Cũng trong năm 2022, Phương Mỹ Chi chính thức thành lập công ty PMC Entertainment (công ty con của V-MAS) do cô điều hành ở tuổi 19.

### 2023–nay: Đột phá với albumVũ trụ cò bayvà thành công nối tiếp
Ngày 26 tháng 4 năm 2023, Phương Mỹ Chi phát hành đĩa đơn mở đường cho album phòng thu thứ tư của cô, cùng video âm nhạc "Vũ trụ có anh", kết hợp với Pháo và DTAP. Bài hát kết hợp các thể loại âm nhạc như disco, ngũ cung, ca trù. Trong video, Phương Mỹ Chi hóa thân thành cô Tấm thời hiện đại, không phụ thuộc vào sự giúp đỡ bên ngoài. Ngày 21 tháng 6, đĩa đơn thứ hai của album cùng video âm nhạc "Đẩy xe bò" ra mắt. Bài hát lấy ý tưởng từ tác phẩm Vợ nhặt, một truyện ngắn của nhà văn Kim Lân, tuy nhiên không tái hiện câu chuyện hay hóa thân thành nhân vật trong truyện này. Trong không khí vui tươi của ngày bế giảng, "Đẩy xe bò" so sánh câu chuyện tình yêu thời xưa và bây giờ. Trong bài hát, Phương Mỹ Chi đã sáng tác một vài câu hát quan họ Bắc Ninh.
Phương Mỹ Chi thông báo phát hành album nhạc pop đầu tiên, đánh dấu sự thay đổi phong cách âm nhạc của cô sau 10 năm làm nghề. Album có tên Vũ trụ cò bay, được phát hành chính thức vào ngày 18 tháng 9 năm 2023, gồm 10 ca khúc mang phong cách folktronica, lấy cảm hứng từ các tác phẩm văn học Việt Nam. Album đã nhận được nhiều đánh giá tích cực từ giới chuyên môn và báo chí, được nhận nhiều đề cử ở Giải thưởng Cống hiến, Giải thưởng Làn sóng xanh, Giải Mai Vàng và giúp DTAP giành chiến thắng trong hạng mục "Nhà sản xuất âm nhạc của năm" của Giải thưởng Làn Sóng Xanh 2023. Để quảng bá cho album, Phương Mỹ Chi đã tổ chức showcase cùng tên đánh dấu 10 năm ca hát vào ngày 24 tháng 9 tại Trường Trung học phổ thông Marie Curie.
Tối ngày 25 tháng 6 năm 2024, Phương Mỹ Chi phát hành MV mới mang tên "Gối gấm" mang âm hưởng dân ca và lấy cảm hứng từ các tác phẩm văn học Việt Nam nổi tiếng. Bài hát do chính Phương Mỹ Chi sáng tác, kết hợp cùng nhà sản xuất âm nhạc DTAP.
Năm 2025, cô tham gia chương trình Em xinh "say hi", đồng thời là đại diện duy nhất của Việt Nam tham gia chương trình Sing! Asia. Trong Sing! Asia, Phương Mỹ Chi đã đưa văn hóa Việt Nam tới bạn bè quốc tế qua các bài hát như "Buôn trăng", "Rock hạt gạo" (Trạm Việt Nam), mashup “Lý Bắc Bộ - Đẩy xe bò” (Trạm Singapore), “Bóng phù hoa” (Tứ kết - Trạm Hồng Kông), mashup "Túy âm - Lục hải vi vương" (Bán kết 1) và "Vũ trụ có anh" (Bán kết 2) ở trạm Thượng Hải, "Lạc trôi", "Chopsticks" (Chung kết - Trạm Ma Cao).

## Danh sách đĩa nhạc

### Album phòng thu
- Quê em mùa nước lũ (2014)
- Thương về miền Trung (2017)
- Bát nhã thuyền (2020)
- Vũ trụ cò bay (2023)

### Đĩa mở rộng
- 16 xuân trăng (2019)
- Bolero lâu phai (2021)
- Chi? (2022)

### Đĩa đơn
| Tựa đề                                             | Năm  | Album                | Chú thích |
| -------------------------------------------------- | ---- | -------------------- | --------- |
| "Nỗi buồn mẹ tôi" (với Thùy Dương)                 | 2013 | Đĩa đơn không album  |           |
| "Quê em mùa nước lũ"                               | 2015 | Quê em mùa nước lũ   |           |
| "Ngày Tết quê em"                                  | 2015 | Đĩa đơn không album  |           |
| "Nhật ký cho ba"                                   | 2016 | Đĩa đơn không album  |           |
| "Chờ người"                                        | 2016 | Thương về miền Trung |           |
| "Mây chiều"                                        | 2017 | Thương về miền Trung |           |
| "Gánh chè đêm của mẹ"                              | 2018 | Thương về miền Trung |           |
| "Nghĩa mẹ tình cha"                                | 2018 | Thương về miền Trung |           |
| "Về quê ăn Tết" (hợp tác cùng Hiền Thục)           | 2019 | Đĩa đơn không album  |           |
| "Liên khúc ba miền" (với Nhật Bùi và Phương Duyên) | 2019 | Đĩa đơn không album  |           |
| "Mùa hạ thoáng qua" (với Nhật Bùi và Phương Duyên) | 2019 | Đĩa đơn không album  |           |
| "Đường về quê" (hợp tác cùng Sinike)               | 2020 | Đĩa đơn không album  |           |
| "Đã bao giờ mẹ hạnh phúc chưa?"                    | 2020 | Đĩa đơn không album  |           |
| "Mưa chiều miền Trung"                             | 2020 | Đĩa đơn không album  |           |
| "Còn thở còn gỡ" (với Erik, DTAP và Rtee)          | 2022 | Đĩa đơn không album  |           |
| "Mùa thu cho em"                                   | 2022 | Chi?                 |           |
| "Dư âm"                                            | 2022 | Chi?                 |           |
| "Nắng chiều"                                       | 2022 | Chi?                 |           |
| "Hoa dại"                                          | 2022 | Chi?                 |           |
| "Hẹn em kiếp sau"                                  | 2022 | Chi?                 |           |
| "Vũ trụ có anh"                                    | 2023 | Vũ trụ cò bay        |           |
| "Đẩy xe bò"                                        | 2023 | Vũ trụ cò bay        |           |
| "Gối gấm"                                          | 2024 | Vũ trụ cò bay        |           |
| "Chopsticks"                                       | 2025 | Đĩa đơn không album  |           |

## Phong cách âm nhạc
Dù có cha là người gốc Hoa, nhưng Phương Mỹ Chi hiếm khi hát nhạc Hoa hay hát nhạc tiếng Anh như các bạn cùng tuổi. Thể loại nhạc Mỹ Chi ưa thích là các bài hát mang âm hưởng dân ca miền Nam Việt Nam. Cả Chi và người cô Phương Quế Như đều hâm mộ ca sĩ Hương Lan, Cẩm Ly.

#### Giọng hát
Trong cuộc thi Giọng hát Việt Nhí, Mỹ Chi đã thể hiện một chất giọng truyền cảm, cách biểu diễn chững chạc, đằm thắm. Thậm chí có đánh giá rằng giọng Mỹ Chi đậm đặc chất dân ca không kém gì ca sĩ Hương Lan. Điều này đã khiến Mỹ Chi giành được cảm tình của cả khán giả cả nước lẫn người Việt ở hải ngoại.

## Hình tượng công chúng
Ở thời điểm hiện tại, cái tên "Chị Bảy" do Trấn Thành đặt, với sự hưởng ứng đông đảo của người hâm mộ, đã trở thành nghệ danh mỗi khi Phương Mỹ Chi hát trên sân khấu cũng như ngoài đời. Ngoài ra, Phương Mỹ Chi còn được người hâm mộ gọi là "Cô bé dân ca".
Với mơ ước mở quán chè cho mẹ, ngày 3 tháng 6 năm 2015, quán chè Hương Quê của Phương Mỹ Chi được khai trương, tại địa chỉ 83A, đường Cửu Long, Quận 10, Thành phố Hồ Chí Minh cũ (nay là 83A, đường Cửu Long, Phường Hòa Hưng, Thành phố Hồ Chí Minh)

## Giải thưởng và đề cử
| Giải thưởng           | Năm  | Hạng mục                                        | Đề cử                                  | Kết quả   | Tham khảo     |
| --------------------- | ---- | ----------------------------------------------- | -------------------------------------- | --------- | ------------- |
| Giải thưởng Cống hiến | 2024 | Nữ ca sĩ của năm                                | —                                      | Đề cử     | [ 52 ]        |
| Giải thưởng Cống hiến | 2024 | Album của năm                                   | Vũ trụ cò bay                          | Đề cử     | [ 52 ]        |
| Giải thưởng Cống hiến | 2025 | Nữ ca sĩ của năm                                | —                                      | Đề cử     | [ 69 ]        |
| Giải thưởng Cống hiến | 2025 | MV của năm                                      | "Gối gấm"                              | Đề cử     | [ 69 ]        |
| Làn Sóng Xanh         | 2023 | Gương mặt mới của năm                           | —                                      | Đoạt giải | [ 50 ] [ 70 ] |
| Làn Sóng Xanh         | 2023 | Nữ ca sĩ của năm                                | —                                      | Đề cử     | [ 50 ] [ 70 ] |
| Làn Sóng Xanh         | 2023 | Album của năm                                   | Vũ trụ cò bay                          | Đề cử     | [ 50 ] [ 70 ] |
| Làn Sóng Xanh         | 2023 | Sự kết hợp xuất sắc                             | Phương Mỹ Chi và DTAP                  | Đề cử     | [ 50 ] [ 70 ] |
| Làn Sóng Xanh         | 2023 | MV của năm                                      | "Vũ trụ có anh"                        | Đề cử     | [ 50 ] [ 70 ] |
| Làn Sóng Xanh         | 2023 | Hòa âm phối khí                                 | "Vũ trụ có anh"                        | Đề cử     | [ 50 ] [ 70 ] |
| Bài hát yêu thích     | 2014 | Bài hát của năm                                 | "Quê em mùa nước lũ"                   | Đoạt giải | [ 71 ]        |
| Giải Mai Vàng         | 2013 | Ca sĩ mang âm hưởng dân ca                      | –                                      | Đoạt giải | [ 72 ]        |
| Giải Mai Vàng         | 2023 | Nữ ca sĩ                                        | Phương Mỹ Chi – ca khúc "Bóng phù hoa" | Đề cử     | [ 73 ]        |
| Zing Music Awards     | 2013 | Nghệ sĩ mới xuất sắc nhất                       | –                                      | Đoạt giải | [ 74 ]        |
| Zing Music Awards     | 2013 | MV đứng đầu bảng xếp hạng trong nhiều tuần nhất | "Nỗi buồn mẹ tôi"                      | Đoạt giải | [ 74 ]        |
| Zing Music Awards     | 2013 | MV của năm                                      | "Nỗi buồn mẹ tôi"                      | Đề cử     | [ 75 ]        |
| Zing Music Awards     | 2013 | Song ca/Nhóm ca được yêu thích nhất             | Phương Mỹ Chi và Thùy Dương            | Đề cử     | [ 76 ]        |
| Ngôi sao của năm      | 2013 | Ca sĩ nhí hot nhất năm                          | –                                      | Đoạt giải | [ 77 ]        |
| WeChoice Awards       | 2023 | EP/Album của năm                                | Vũ trụ cò bay                          | Đề cử     | [ 78 ]        |

### Thành tích khác
| Chương trình            | Năm  | Kết quả                                                                            | Chú thích |
| ----------------------- | ---- | ---------------------------------------------------------------------------------- | --------- |
| Bài hát yêu thích       | 2014 | Ca khúc "Quê em mùa nước lũ" đạt 5 lần nhất tháng và 24 lần nhất tuần              | [ 79 ]    |
| Gương mặt thân quen nhí | 2015 | Cùng đội với Nam Cường, đạt giải tư và giải phụ "Cặp thí sinh được yêu thích nhất" | [ 80 ]    |

## Danh sách phim
| Năm  | Tên phim        | Vai diễn | Ghi chú       | Chú thích |
| ---- | --------------- | -------- | ------------- | --------- |
| 2014 | Hai lúa         | Mỹ Mỹ    | Phim điện ảnh | [ 81 ]    |
| 2016 | Nhật ký cho ba  | Chi      | Phim ngắn     | [ 82 ]    |
| 2021 | Mùa hè 1999     | Bé Minh  | Phim điện ảnh | [ 83 ]    |
| 2022 | Tiệm hoa dì ghẻ | Tí Nị    | Sitcom        | [ 84 ]    |
| 2024 | Nhà gia tiên    | Mỹ Tiên  | Phim điện ảnh | [ 85 ]    |